# Liste der Bodendenkmäler in Herdecke
In der Liste der Bodendenkmäler in Herdecke sind Bodendenkmäler der nordrhein-westfälischen Stadt Herdecke aufgeführt (Stand: Mai 2020).

## Bodendenkmäler
| Bild           | Bezeichnung                | Lage                           | Beschreibung | Bauzeit         | Eingetragen seit | Denkmal- nummer |
| -------------- | -------------------------- | ------------------------------ | --- | --------------- | ---------------- | --------------- |
|                | Schürfgräben „Hortensia“   | Ruhrhöhenweg                   | Schürfgräben der ehemaligen Zeche Hortensia im Waldgebiet Auf dem Heil | 19. Jahrhundert | 14. Juli 1987    | B-1             |
| weitere Bilder | Stollenmundloch „Gotthilf“ | Herdecke Im Schiffwinkel Karte | in den 1990er Jahren restauriertes Mundloch der ehemaligen Zeche Gotthilf (Abbau des Flöz Sengsbank von 1822 bis 1846); Informationstafel des energiewirtschaftlichen Wanderwegs Herdecke vor Ort | um 1822         | 29. April 1988   | B-2             |